# Central Swindon North
Central Swindon North är en civil parish i Swindon i Wiltshire i England. Det inkluderar Gorse Hill, Moredon, Penhill, Pinehurst och Rodbourne. Skapad 1 april 2017.